# Stensballegård
Stensballegård er en gammel hovedgård, der nævnes første gang i 1341 og ligger i den sydlige del af Stensballe. Gården ligger i Vær Sogn i Horsens Kommune. Hovedbygningen er opført i 1692-1693 ved Ernst Brandenburger, tilbygget i 1867-1943. Stensballegård Gods er på 381 hektar.

## Stamhuset Stensballegaard
Stamhuset Stensballegaard var et dansk stamhus, oprettet 3. november 1748 af to mostre til lensbaron Jens Krag-Juel-Vind til baroniet Juellinge (1724-1776). Stamhuset omfattede bl.a. Stensballegård.
Stamhuset ophørte med lensafløsningen 1920.

## Ejere af Stensballegård
- (1361-1400) Troels Jonsen Benderup
- (1400-1437) Troels Jonsen Benderups dødsbo
- (1437-1457) Timme Nielsen Rosenkrantz
- (1457-1480) Niels Timmesen Rosenkrantz
- (1480-1523) Axel Nielsen Rosenkrantz
- (1523-1586) Folmer Axelsen Rosenkrantz
- (1586-1600) Gert Folmersen Rosenkrantz
- (1600-1628) Anne Albertsdatter Friis gift Rosenkrantz
- (1628-1650) Christoffer Pax
- (1650-1661) Hilleborg Bille gift Pax
- (1661-1674) Henrik Müller
- (1674-1685) Karen Hansdatter Nansen gift Griffenfeldt
- (1685-1690) Charlotte Amalie Pedersdatter Griffenfeldt gift von Krag
- (1690-1728) Frederik baron von Krag
- (1728-1751) Edele Kragh gift von Krag
- (1751-1771) Vibeke Cathrine Kragh / Charlotte Amalie Kragh / Ide Helle Margrethe Kragh
- (1771-1776) Jens baron Krag-Juel-Vind
- (1776) Sophie Magdalene von Gram gift Krag-Juel-Vind
- (1776-1855) Jens Carl baron Krag-Juel-Vind
- (1855-1858) Jens Holger baron Krag-Juel-Vind
- (1858-1866) Frederik Siegfried baron Krag-Juel-Vind
- (1866-1867) Sophie Cathrine Jensdatter baronesse Krag-Juel-Vind
- (1867) Preben baron Krag-Juel-Vind
- (1867-1896) Christian Emil lensgreve Krag-Juel-Vind-Frijs
- (1896-1923) Mogens Christian lensgreve Krag-Juel-Vind-Frijs
- (1923-1927) Helle Mogensdatter komtesse Krag-Juel-Vind-Frijs
- (1927-1928) Axel Høyer
- (1928-1951) Hans Benedikt greve Ahlefeldt-Laurvig
- (1951-1972) Ditlev greve Ahlefeldt-Laurvig
- (1972-2007) Henrik greve Ahlefeldt-Laurvig
- (2007-) Jannik greve Ahlefeldt-Laurvig

## Ekstern henvisning
- Dansk Center for Herregårdsforskning: Stensballegård Arkiveret 11. august 2016 hos  Wayback Machine, hentet 19. juli 2016
- Stensballegård Arkiveret 27. februar 2014 hos  Wayback Machine på 1001 fortællinger om Danmark
- Stensballegård
- Stensballegård Golf